# Yanto Barker
Pour les articles homonymes, voir Barker.
Yanto Barker, né le 6 janvier 1980 à Carmarthen (Pays de Galles), est un coureur cycliste britannique.

## Biographie
Il est la doublure de Ben Foster qui joue le rôle de Lance Armstrong dans le film The Program sorti en 2015.

## Palmarès et résultats

### Palmarès par année
- 1998
  -  Champion de Grande-Bretagne sur route juniors
- 2000
  - 2e du Grand Prix des Carreleurs
- 2002
  - 3e du Grand Prix de Lillers-Souvenir Bruno Comini
- 2003
  - 1re étape du Circuit des mines
  - 2e du Grand Prix des Carreleurs
  - 2e du Grand Prix de Cours-la-Ville
- 2004
  - Grand Prix des Carreleurs
  - 2e du Grand Prix d'Antibes
  - 2e du Tour de Franche-Comté
  - 3e du Grand Prix des Marbriers
- 2005
  - 1re étape des Surrey League Five Days
  - 3e du championnat de Grande-Bretagne sur route
- 2009
  - 3e du Jock Wadley Memorial
  - 3e de l'East Midlands International Cicle Classic
- 2010
  - Totnes-Vire Stage Race :
    - Classement général
    - 3e étape

  - 3e de l'East Midlands International Cicle Classic
- 2013
  - Ipswich and Coastal GP
  - 3e de la Perfs Pedal Race
- 2014
  - Premier Calendar (en)
  - Evesham Vale Road Race
  - Lincoln Grand Prix
  - 3e du Tour of the Reservoir
- 2015
  - Perfs Pedal Race
  - 2e du Jock Wadley Memorial
  - 3e du Beaumont Trophy
- 2022
  - Jock Wadley Memorial

### Classements mondiaux
| Année           | 2005 | 2006 | 2007 | 2008 | 2009 | 2010 | 2011  | 2012 | 2013 |
| --------------- | ---- | ---- | ---- | ---- | ---- | ---- | ----- | ---- | ---- |
| UCI Africa Tour |      |      |      |      |      | 92e  |       |      |      |
| UCI Europe Tour | 166e |      |      |      | 697e | 641e | 1161e | 594e | 590e |